# مرحله مقدماتی جام جهانی فوتبال ۲۰۲۲ (آفریقا)
مرحله مقدماتی جام جهانی فوتبال ۲۰۲۲ آفریقا با حضور ۵۴ تیم برای انتخاب ۵ تیم برای حضور در جام جهانی فوتبال ۲۰۲۲ از ۴ سپتامبر ۲۰۱۹ تا ۲۹ مارس ۲۰۲۲ زیر نظر کنفدراسیون فوتبال آفریقا برگزار شد.
در پایان این مسابقات، تیم‌های ملی فوتبال کامرون، مراکش، تونس، سنگال و غنا توانستند مجوز حضور در جام جهانی فوتبال ۲۰۲۲ قطر را به‌دست آورند.

## مرحله اول

### مسابقات
مسابقات رفت از ۲۱ تا ۲۵ مارس ۲۰۱۹ و مسابقات برگشت از ۲۶ تا ۲۸ مارس ۲۰۱۹ برگزار شده‌است.
| تیم ۱             | نتیجه‌نهایی | تیم ۲        | بازی رفت | بازی برگشت |
| ----------------- | ---------- | ------------ | -------- | ---------- |
| بوروندی           | ۱–۴        | تانزانیا     | ۱–۱      | ۰–۳        |
| اتیوپی            | ۱–۰        | لسوتو        | ۰–۰      | ۱–۰        |
| اریتره            | ۱–۴        | نامیبیا      | ۱–۲      | ۰–۲        |
| سودان جنوبی       | ۲–۱        | گینه استوایی | ۱–۱      | ۱–۰        |
| موزامبیک          | ۰–۳        | موریس        | ۱–۰      | ۲–۰        |
| اسواتینی          | ۱_۲        | جیبوتی       | ۰–۰      | ۲–۱        |
| سائوتومه و پرنسیپ | ۱–۳        | گینه بیسائو  | ۰–۱      | ۱–۲        |
| لیبریا            | ۳–۲        | سیرالئون     | ۳–۱      | ۰–۱        |
| سیشل              | ۰–۱۰       | رواندا       | ۰–۷      | ۰–۳        |
| سودان             | ۳–۱        | چاد          | ۳–۱      | ۰–۰        |
| سومالی            | ۲–۳        | زیمبابوه     | ۱–۰      | ۱–۳        |
| توگو              | ۳–۱        | کومور        | ۱–۱      | ۲–۰        |
| گامبیا            | ۱–۳        | آنگولا       | ۰–۱      | ۱–۲        |
| بوتسوانا          | ۰–۱        | مالاوی       | ۰–۱      | ۰–۰        |

## مرحله دوم

#### گروه A
| تیم         | بازی | برد | تساوی | باخت | گل زده | گل خورده | تفاضل گل | امتیاز |
| ----------- | ---- | --- | ----- | ---- | ------ | -------- | -------- | ------ |
| الجزایر     | ۶    | ۴   | ۲     | ۰    | ۲۵     | ۴        | ۲۱       | ۱۴     |
| بورکینافاسو | ۶    | ۳   | ۳     | ۰    | ۱۲     | ۴        | ۸        | ۱۲     |
| نیجر        | ۶    | ۲   | ۱     | ۳    | ۱۳     | ۱۷       | ۴-       | ۷      |
| جیبوتی      | ۶    | ۰   | ۰     | ۶    | ۴      | ۲۹       | ۲۵-      | ۰      |

#### گروه B
| تیم          | بازی | برد | تساوی | باخت | گل زده | گل خورده | تفاضل گل | امتیاز |
| ------------ | ---- | --- | ----- | ---- | ------ | -------- | -------- | ------ |
| تونس         | ۶    | ۴   | ۱     | ۱    | ۱      | ۲        | ۹        | ۱۳     |
| گینه استوایی | ۶    | ۳   | ۲     | ۱    | ۶      | ۵        | ۱        | ۱۱     |
| زامبیا       | ۶    | ۲   | ۱     | ۳    | ۸      | ۹        | ۱-       | ۷      |
| موریتانی     | ۶    | ۰   | ۲     | ۴    | ۲      | ۱۱       | ۹-       | ۲      |

#### گروه C
| تیم           | بازی | برد | تساوی | باخت | گل زده | گل خورده | تفاضل گل | امتیاز |
| ------------- | ---- | --- | ----- | ---- | ------ | -------- | -------- | ------ |
| نیجریه        | ۶    | ۴   | ۱     | ۱    | ۹      | ۳        | ۶        | ۱۳     |
| کیپ ورد       | ۶    | ۳   | ۲     | ۱    | ۸      | ۶        | ۲        | ۱۱     |
| لیبریا        | ۶    | ۲   | ۰     | ۴    | ۵      | ۸        | ۳-       | ۶      |
| آفریقای مرکزی | ۶    | ۱   | ۱     | ۴    | ۴      | ۹        | ۵-       | ۴      |

#### گروه D
| تیم      | بازی | برد | تساوی | باخت | گل زده | گل خورده | تفاضل گل | امتیاز |
| -------- | ---- | --- | ----- | ---- | ------ | -------- | -------- | ------ |
| کامرون   | ۶    | ۵   | ۰     | ۱    | ۱۲     | ۳        | ۹        | ۱۵     |
| ساحل عاج | ۶    | ۴   | ۱     | ۱    | ۱۰     | ۳        | ۷        | ۱۳     |
| موزامبیک | ۶    | ۱   | ۱     | ۴    | ۲      | ۸        | ۶-       | ۴      |
| مالاوی   | ۶    | ۱   | ۰     | ۵    | ۲      | ۱۲       | ۱۰-      | ۳      |

#### گروه E
| تیم     | بازی | برد | تساوی | باخت | گل زده | گل خورده | تفاضل گل | امتیاز |
| ------- | ---- | --- | ----- | ---- | ------ | -------- | -------- | ------ |
| مالی    | ۶    | ۵   | ۱     | ۰    | ۱۱     | ۰        | ۱۱       | ۱۶     |
| اوگاندا | ۶    | ۲   | ۳     | ۱    | ۳      | ۲        | ۱        | ۹      |
| کنیا    | ۶    | ۱   | ۳     | ۲    | ۴      | ۹        | ۵-       | ۶      |
| رواندا  | ۶    | ۰   | ۱     | ۵    | ۲      | ۹        | ۷-       | ۱      |

#### گروه F
| تیم    | بازی | برد | تساوی | باخت | گل زده | گل خورده | تفاضل گل | امتیاز |
| ------ | ---- | --- | ----- | ---- | ------ | -------- | -------- | ------ |
| مصر    | ۶    | ۴   | ۲     | ۰    | ۱۰     | ۴        | ۶        | ۱۴     |
| گابن   | ۶    | ۲   | ۱     | ۳    | ۷      | ۸        | ۱-       | ۷      |
| لیبی   | ۶    | ۲   | ۱     | ۳    | ۴      | ۷        | ۳-       | ۷      |
| آنگولا | ۶    | ۱   | ۲     | ۳    | ۶      | ۸        | ۲-       | ۵      |

#### گروه G
| تیم           | بازی | برد | تساوی | باخت | گل زده | گل خورده | تفاضل گل | امتیاز |
| ------------- | ---- | --- | ----- | ---- | ------ | -------- | -------- | ------ |
| غنا           | ۶    | ۴   | ۱     | ۱    | ۷      | ۳        | ۴        | ۱۳     |
| آفریقای جنوبی | ۶    | ۴   | ۱     | ۱    | ۶      | ۲        | ۴        | ۱۳     |
| اتیوپی        | ۶    | ۱   | ۲     | ۳    | ۴      | ۷        | ۳-       | ۵      |
| زیمبابوه      | ۶    | ۰   | ۲     | ۴    | ۲      | ۷        | ۵-       | ۲      |

#### گروه H
| تیم     | بازی | برد | تساوی | باخت | گل زده | گل خورده | تفاضل گل | امتیاز |
| ------- | ---- | --- | ----- | ---- | ------ | -------- | -------- | ------ |
| سنگال   | ۶    | ۵   | ۱     | ۰    | ۱۵     | ۴        | ۱۱       | ۱۶     |
| توگو    | ۶    | ۲   | ۲     | ۲    | ۵      | ۶        | ۱-       | ۸      |
| نامیبیا | ۶    | ۱   | ۲     | ۳    | ۵      | ۱۰       | ۵-       | ۵      |
| کنگو    | ۶    | ۰   | ۳     | ۳    | ۵      | ۱۰       | ۵-       | ۳      |

#### گروه I
| تیم         | بازی | برد | تساوی | باخت | گل زده | گل خورده | تفاضل گل | امتیاز |
| ----------- | ---- | --- | ----- | ---- | ------ | -------- | -------- | ------ |
| مراکش       | ۶    | ۶   | ۰     | ۰    | ۲۰     | ۱        | ۱۹       | ۱۸     |
| گینه بیسائو | ۶    | ۱   | ۳     | ۲    | ۵      | ۱۱       | ۶-       | ۶      |
| گینه        | ۶    | ۰   | ۴     | ۲    | ۵      | ۱۱       | ۶-       | ۴      |
| سودان       | ۶    | ۰   | ۳     | ۳    | ۵      | ۱۲       | ۷-       | ۳      |

#### گروه J
| تیم        | بازی | برد | تساوی | باخت | گل زده | گل خورده | تفاضل گل | امتیاز |
| ---------- | ---- | --- | ----- | ---- | ------ | -------- | -------- | ------ |
| Congo DR   | ۶    | ۳   | ۲     | ۱    | ۹      | ۳        | ۶        | ۱۱     |
| بنین       | ۶    | ۳   | ۱     | ۲    | ۵      | ۴        | ۱        | ۱۰     |
| تانزانیا   | ۶    | ۲   | ۲     | ۲    | ۶      | ۸        | ۲-       | ۸      |
| ماداگاسکار | ۶    | ۱   | ۱     | ۴    | ۴      | ۹        | ۵-       | ۴      |

### تیم‌های راه‌یافته به مرحلهٔ سوم
- الجزایر
- کامرون
- جمهوری دموکراتیک کنگو
- مصر
- غنا
- مالی
- مراکش
- نیجریه
- سنگال
- تونس

## مرحله سوم
۱۰ تیم راه‌یافته به دور سوم، بر اساس رده‌بندی جهانی فیفا رتبه‌بندی شدند و قرعه‌کشی در ۲۲ ژانویهٔ ۲۰۲۲ در شهر دوالای کشور کامرون برگزار شد و برنامهٔ بازی‌های رفت و برگشت، مشخص شد. تیم‌های با رتبهٔ پایین‌تر فیفا، بازی رفت را در خانه انجام دادند و تیم‌های پیروز در مجموع مسابقات رفت و برگشت به جام جهانی فوتبال ۲۰۲۲ راه یافتند.

### مسابقات دور سوم
| تیم ۱                 | نتیجهٔ نهایی                     | تیم ۲   | بازی رفت | بازی برگشت      |
| --------------------- | ------------------------------- | ------- | -------- | --------------- |
| مصر                   | ۱–۱ و (در ضربات پنالتی ۱–۳)     | سنگال   | ۱–۰      | ۰–۱             |
| کامرون                | ۲–۲ (قانون گل زده در خانه حریف) | الجزایر | ۰–۱      | ۲–۱ (وقت اضافه) |
| غنا                   | ۱–۱ (قانون گل زده در خانه حریف) | نیجریه  | ۰–۰      | ۱–۱             |
| جمهوری دموکراتیک کنگو | ۲–۵                             | مراکش   | ۱–۱      | ۱–۴             |
| مالی                  | ۰–۱                             | تونس    | ۰–۱      | ۰–۰             |

## تیم‌های راه‌یافته به جام جهانی
| تیم    | تاریخ راه‌یابی | حضور در جام‌های جهانی پیشین                        |
| ------ | ------------- | ------------------------------------------------- |
| غنا    | ۲۹ مارس ۲۰۲۲  | ۳ بار (۲۰۰۶، ۲۰۱۰، ۲۰۱۴)                          |
| سنگال  | ۲۹ مارس ۲۰۲۲  | ۲ بار (۲۰۰۲، ۲۰۱۸)                                |
| تونس   | ۲۹ مارس ۲۰۲۲  | ۵ بار (۱۹۷۸، ۱۹۹۸، ۲۰۰۲، ۲۰۰۶، ۲۰۱۸)              |
| مراکش  | ۲۹ مارس ۲۰۲۲  | ۵ بار (۱۹۷۰، ۱۹۸۶، ۱۹۹۴، ۱۹۹۸، ۲۰۱۸)              |
| کامرون | ۲۹ مارس ۲۰۲۲  | ۷ بار (۱۹۸۲، ۱۹۹۰، ۱۹۹۴، ۱۹۹۸، ۲۰۰۲، ۲۰۱۰، ۲۰۱۴ ) |

## آمار

### جدول گلزنان

#### ۸ گل
- اسلام سلیمانی

#### ۵ گل
- ریاض محرز
- ایوب الکعبی
- ابراهیما کونه
- فاشیون ساکالا
- ویکتورین آدبایور

#### ۴ گل
دیومرسی ام‌بوکانی
 عبدل تاپسوبا
- جوزف مندز
- ریان مای
- ویکتور اوسیمهن
- فمارا دادیو
- پیتر شلولیله
- سیمون امسووا

#### ۳ گل
- رمضان عجب
- مدی کاگر
- وهبی خزری